# Shopko
Shopko (eigen schrijfwijze: SHOPKO en eerder: ShopKo) was een Amerikaanse warenhuisketen gevestigd in Green Bay (Wisconsin). Op 23 juni 2019 sloten alle vestigingen van de keten, met uitzondering van de vestigingen van Shopko Optical, die anno 2024 nog steeds open zijn.
Het bedrijf werd in 1962 opgericht door James Ruben als ShopKo Corporation (met hoofdletter "K"). In 1962 werd de eerste winkel geopend in Green Bay.
Van 1991 tot 2005 was het bedrijf beursgenoteerd en werden de aandelen op de New York Stock Exchange verhandeld onder het symbool SKO. In december 2005 werd het bedrijf overgenomen door een dochteronderneming van Sun Capital Partners en kwan daarmee weer in particuliere handen. Vanaf dat jaar opende het een aantal kleinere winkels met de naam ShopKo Express. In juni 2007 veranderde het bedrijf zijn naam in Shopko Stores Inc. (met kleine letter "k").
In 1999 nam Shopko Pamida over, een regionale discountketen die vooral actief was in kleinere gemeenschappen van 3.000 tot 8.000 mensen. Tot 2007 exploiteerde Shopko Pamida als een aparte divisie. Toen werd Pamida van Shopko afgescheiden en opnieuw opgericht als een apart bedrijf. In 2012 fuseerden Shopko en Pamida tot één bedrijf. Kort daarna werden de meeste Pamida-winkels omgedoopt tot Shopko Hometown.
Shopko vroeg op 16 januari 2019 faillissement aangevraagd . Op 18 maart 2019 kondigde Shopko aan dat het al zijn winkels vóór de zomer van 2019 zou sluiten. Alle winkels gesloten op 23 juni 2019.

## Geschiedenis

### Jaren 1960
In maart 1961 kondigden de apotheker James Ruben uit Chicago en andere investeerders de oprichting aan van een warenhuis in Green Bay, dat "Shopco" zou gaan heten. De investering bedroeg $ 1 miljoen dollar.
De winkel werd in april 1962 geopend op South Military Avenue216. Tegen die tijd was de spelling van de naam veranderd in "ShopKo" en was het bedrijf geregistreerd als "ShopKo Corporation". ShopKo werd een van de eerste ketens die diensten aanbood zoals een apotheek en een oogzorgcentrum in de winkel.
In 1966 werd een tweede winkel, "ShopKo East", geopend aan Main Street, aan de oostkant van Green Bay, gevolgd door verschillende andere vestigingen in de staat in de daaropvolgende jaren.
In september 1969 werd de eerste ShopKo-winkel in Michigan geopend, in Marquette.

### Jaren 1970
In juni 1970 maakte Ruben plannen bekend voor een hoofdkantoor aan Ashland Avenue in Ashwaubenon, Wisconsin. In diezelfde maand werd ShopKo Corp. omgedoopt tot "ShopKo Stores, Inc.". In januari 1971 maakte het bedrijf plannen bekend om te fuseren met SuperValu uit Minneapolis. In datzelfde werd het nieuwe hoofdkantoor in Ashwaubenon geopend. De fusie met SuperValu werd in april 1971 voltooid. In augustus 1971 maakte ShopKo plannen bekend om apotheken in haar winkels te openen. In september 1972 verliet Ruben het bedrijf om president van SuperValu te worden, waarna William Tyrrell hem opvolgde. In 1977 bereikte ShopKo een omzet van meer dan $ 100 miljoen. Vanaf 1978 heeft ShopKo in sommige winkels optiekcentra opgenomen. 

### Jaren 1980
In 1983–1985 opende ShopKo een aantal nieuwe vestigingen in een aantal voormalige Copps Department Stores, waaronder in Fond du Lac in Wisconsin en in Fort Atkinson in Wisconsin. Dit was een reactie op het feit dat Copps zich weer wilde richten op de supermarktken, die minder tot een doelwit voor winkeldiefstal waren. In 1988 werd een nieuw hoofdkantoor geopend in Ashwaubenon, bij de Bay Park Square Mall. Het bedrijf bereikte een omzet van $ 1 miljard met 87 winkels in 1988. 
In februari 1989 introduceerden ShopKo en SuperValu Twin Valu, een hypermarktconcept, in Cuyahoga Falls, Ohio, waarbij de algemene handelswaar van ShopKo werd gecombineerd met het assortiment van Cub Foods.

### Jaren 1990

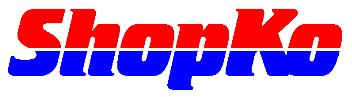
ShopKo-logo gebruikt van december 1991 tot mei 2007

In 1990 opende ShopKo zijn honderdste winkel, waaronder zijn eerste vestiging in Californië. Medio 1991 maakte SuperValu bekend dat ShopKo een beursgenoteerd bedrijf zou worden. Het aandeel debuteerde op $ 15 per aandeel. Dale Kramer nam in 1991  de leiding van het bedrijf over.
Eind 1991 introduceerde ShopKo een prototypemodel van de "Vision 2000",-winkel, die werden geopend in Sheboygan (Wisconsin), Duluth (Minnesota), Dixon (Illinois), Loveland (Colorado), Longmont (Colorado) en Lacey (Washington), en waarbij de winkels in Marshall (Minnesota) en Mitchell (South Dakota) verplaatst werden. De bouw van de winkel in Sheboygan werd beïnvloed door de instorting van een buitenmuur waarbij een steenhouwer om het leven kwam, waarna de winkel werd geopend met een gedenksteen en een vlaggenmast met uitzicht op de vallei beneden, die ter ere van hem waren opgericht.
In 1996 kondigde ShopKo plannen aan om te fuseren met Phar-Mor, een keten uit Ohio, maar die plannen werden later afgeblazen. In 1997 splitste Phar-Mor zich af van ShopKo, en ShopKo kocht alle aandelen van SuperValu in het bedrijf.  ShopKo was een van de eerste detailhandelaren in het land die in datzelfde jaar definitief alle tabaksverkoop staakten.

In 1998 nam het bedrijf Venture Stores over in de staten  Kentucky, Iowa, Missouri, Illinois en Kansas. In 1999 werd William Podany president van ShopKo. Later dat jaar leidde hij de overname van 147 Pamida-winkels.  ShopKo bracht ook het spin-off farmaceutische bedrijf ProVantage naar de beurs.

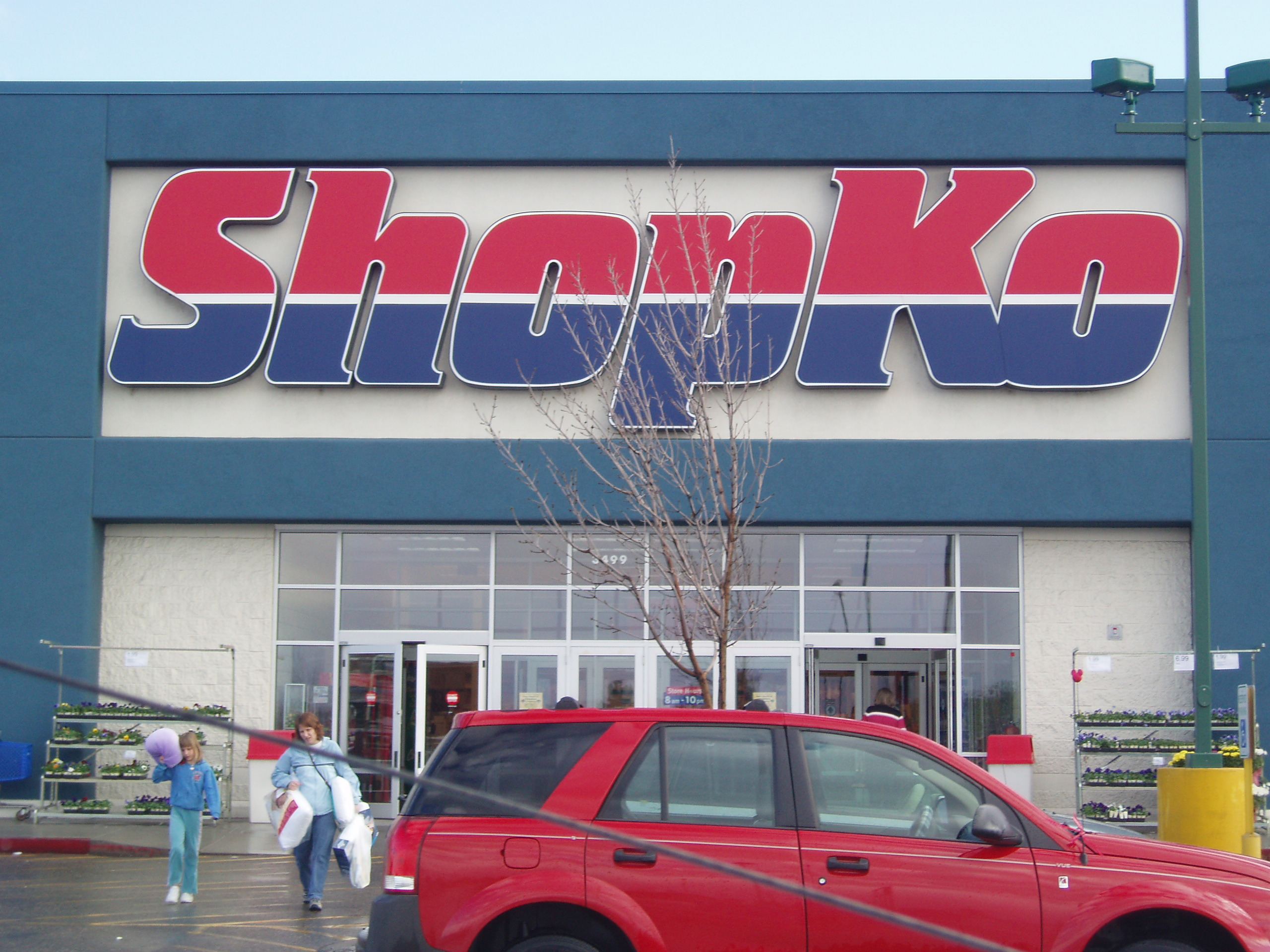
De prototypewinkel "Beyond 2000" uit 1999 in Meridian, Idaho, in april 2006 (gesloten in februari 2017).

Eind 1999 opende ShopKo haar eerste testprototypewinkel in Meridian, Idaho, met de naam "Beyond 2000", verwijzend naar ShopKo's Beyond 2000-merchandisingstrategie, de opvolger van de Vision 2000-strategie van begin jaren 1990.  

### Jaren 2000
In maart 2000 bereikten de aandelen van ShopKo een record van $ 3,57, een stijging van 70% ten opzichte van het jaar ervoor. Later dat jaar maakte het bedrijf bekend dat het ProVantage voor ongeveer $ 222 miljoen dollar aan Merck & Co. zou verkopen. In mei 2000 nam ShopKo  P.M. Place Stores over, een keten met 49 vestigingen, voor $ 22 miljoen, met plannen om die locaties om te vormen tot Pamidas. 
Begin 2001 kondigde ShopKo de sluiting aan van 23 winkels en een distributiecentrum, waardoor 2500 banen zouden verdwijnen en de bedrijven zich terugtrokken uit Missouri, Indiana, Kansas en Kentucky.
In april 2002 trad de CEO van het bedrijf, William Podany, af. Jeffrey Girard werd zijn interim-vervanger, totdat Sam Duncan in oktober het roer overnam. 
In 2005 opende ShopKo de eerste "ShopKo Express"-winkels, die kleiner waren en gericht waren op de concurrentie met Walgreens en CVS Pharmacy. Rond die tijd verliet de keten de staat Colorado (sommige locaties werden overgenomen door J.C. Penney) en sloot de vestigingen in Reno, Nevada.
Eind 2005 werd ShopKo overgenomen door Sun Capital Partners.
In mei 2006 nam Michael MacDonald het roer over als CEO. 
In 2007 werd Pamida afgesplitst van ShopKo. 
Ook in 2007 veranderde ShopKo haar merknaam: de CamelCase letter "K" uit de naam werd geschrapt en er werd een nieuw logo geïntroduceerd. De Shopko Express-winkels behielden de oude stijl tot de herfst van 2008.
In 2008 breidde Shopko Express zich uit naar stedelijke markten met de opening van een vestiging in Green Bay, maar deze winkel werd minder dan een jaar na de opening alweer gesloten. 
Eind jaren 2000 ging ShopKo meer vestigingen in winkelcentra openen, zoals die in Suamico, Wisconsin en North Branch (Minnesota).
In april 2009 trad Michael MacDonald af als CEO om CEO te worden van DSW, Inc. en werd vervangen door W. Paul Jones. 
Eind 2009 startte Shopko met een online winkelservice. 

### Jaren 2010
In mei 2010 heeft Shopko haar IT-diensten uitbesteed aan HCL Technologies, gevestigd in Chennai (India).
In de zomer van 2010 opende Shopko haar eerste twee "Shopko Hometown"-winkels, door het ombouwen van twee vestigingen in Pamida. 
In 2011 legde Shopko nog meer nadruk op haar dochteronderneming Hometown, door negen nieuwe vestigingen te openen en reguliere winkels te sluiten om zich te kunnen concentreren op de Hometown-winkels.
In 2012, tien jaar nadat het zich had afgesplitst van Shopko, fuseerde Pamida met Shopko; alle Pamida-winkels werden omgedoopt tot Shopko Hometown-winkels. De totale kosten voor de verbouwing werden geschat op $ 80 miljoen.
Later in 2012 nam W. Paul Jones ontslag uit de hoogste functie van het bedrijf en nam Mike Bettiga het over als interim-CEO. 
In 2013 werd Peter McMahon benoemd tot de nieuwe CEO van Shopko. 
In 2015 nam Shopko vanwege een faillissement 20 ALCO Stores-locaties over met het plan deze om te zetten naar de Shopko Hometown-formule. Shopko veranderde zijn slogan naar "The Stuff that Counts". 
Eind 2016 sloot Shopko vier winkels vanwege tegenvallende verkopen, maar opende er ook één in Ely (Nevada).
In november 2016 lanceerde Shopko zijn eerste creditcard.
Eind 2016 en begin 2017 verbouwde het bedrijf zijn grotere winkels om kruidenierswaren aan het assortiment toe te voegen, met een beperkt aanbod aan diepvries- en bederfelijke goederen (vooral diepvriespizza's en zuivelproducten).

### Faillissement
Op 4 december 2018 bevestigde Shopko dat ze 39 winkels gingen sluiten. De volgende dag meldde Bloomberg dat Sun Capital er niet in was geslaagd een koper voor Shopko te vinden en dat de kapitaalpartners een faillissement steeds waarschijnlijker vonden.
Shopko begon in december 2018 met het sluiten van haar apotheken en verkocht haar patiëntendossiers aan lokale concurrenten, waaronder Walgreens, CVS, Hy-Vee en Kroger. Op 8 januari 2019 spande McKesson Corporation een rechtszaak aan tegen Shopko, waarin een schadevergoeding van $ 67 miljoen aan betalingsachterstanden. Tegelijkertijd met de aankondiging werd gemeld dat Shopko mogelijk al op 15 januari faillissement zou aanvragen. Op 16 januari 2019 diende Shopko een faillissementsaanvraag in bij de rechtbank in Nebraska, waarbij het bedrijf zware concurrentie op de markt aanvoerde en activa van minder dan $ 1 miljard, vergeleken met passiva van maximaal $ 10 miljard. Shopko kondigde ook de sluiting aan van nog eens 105 van zijn 363 winkels, waaronder de oorspronkelijke winkel aan Military Avenue in Green Bay.
Op 7 februari 2019 bevestigde Shopko de sluiting van 251 winkels, ofwel 70 procent van de vestigingen, in fasen tussen 2 maart 2019 en 12 mei 2019. De lijst omvatte 77 Shopko-winkels, 165 Hometown Values-winkels, de twee zelfstandige apotheken en alle zeven Express-winkels. Shopko vertrok uit de staten Californië, Colorado, Indiana, Kansas, Kentucky, Nevada, New Mexico, Ohio, Oklahoma, Oregon, Texas, Utah en Washington.
Op 18 maart 2019 kondigde Shopko de sluiting aan van alle resterende winkels, omdat er geen koper voor de keten kon worden gevonden. De hele zomer vonden er liquidatieverkopen plaats.
Op 22 april 2019 maakte Shopko aan de werknemers bekend dat, hoewel het bedrijf een contract voor ontslagvergoeding had getekend, deze alleen in bepaalde staten daadwerkelijk zou worden betaald. In april 2019 kocht Monarch Alternative Capital LP de optiek-activiteiten van Shopko voor $ 8,5 miljoen. De optiekcentra bleven actief op de anderszins gesloten winkellocaties totdat er kleinere locaties konden worden gevonden. 
Verschillende voormalige Shopko-locaties hebben een nieuwe bestemming gekregen. De voormalige Shopko Hometowns in St Peter (Minnesota) en New Prague Minnesota zijn omgebouwd tot Hy-Vees. Op 17 maart 2022 werd een voormalige Shopko in Mankato (Minnesota), omgebouwd tot een ruimte voor gemengd gebruik, bedoeld om een restaurant, een overdekte ijsbaan en een overdekt evenementencentrum te huisvesten. Verschillende voormalige locaties werden door Hy-Vee gekocht en omgebouwd tot hun dochteronderneming Dollar Fresh Market. 

## Organisatie

### Shopko

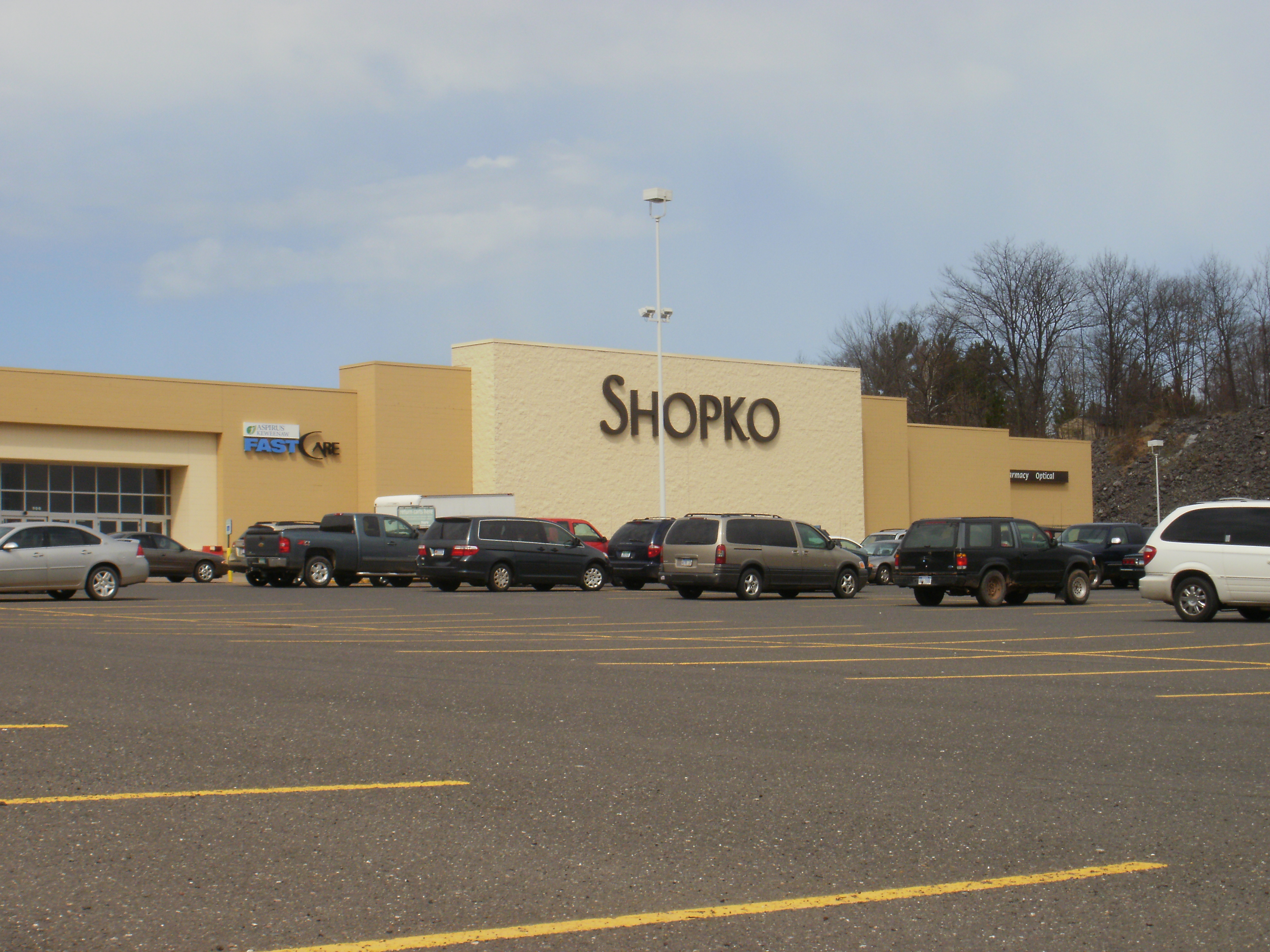
Winkelgevel in Houghton (Michigan) (april 2012) Deze locatie werd gesloten op 11 mei 2019.

Tegen de tijd dat het bedrijf failliet ging, had het 363 winkels in 24 staten, waaronder in Californië, Iowa, Idaho, Illinois, Indiana, Kansas, Kentucky, Michigan, Minnesota, Missouri, Montana, Nebraska, Nevada, North Dakota, Ohio, Oregon, South Dakota, Utah, Washington, Wisconsin en Wyoming. Winkels werden doorgaans in kleine tot middelgrote steden  gevestigd. De meeste Shopko-winkels waren gevestigd in winkelcentra of op zelfstandige locaties. Shopko had  in samenwerking met Bellin Health uit Green Bay, Wisconsin en andere lokale ziekenhuizen ook 'inloopklinieken' in haar winkels, genaamd FastCare.

Shopko sponsorde het tentoonstellingsgedeelte van het Brown County Veterans Memorial Arena / Resch Center- complex, bekend als Shopko Hall. Los van het faillissement werd Shopko Hall op 28 april 2019 gesloten door de BCVMA en gesloopt, waarna er een nieuwe expohal werd gebouwd, bekend als de Resch Expo. 

## Dochterondernemingen

### Shopko Express
Shopko Express (eigen schrijfwijze: Shopko EXP℞ESS) was een apotheekketen van Shopko. Shopko Express had een beperkt assortiment aan algemene producten, levensmiddelen, bier, wijn, gezondheids- en schoonheidsproducten en vrij verkrijgbare medicijnen. Shopko Express verkocht ook loterijbiljetten.

### Shopko Hometown

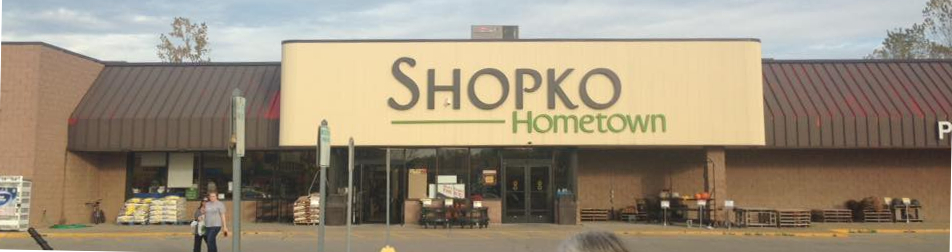
Shopko Hometown in Standish (Michigan) (oktober 2017). Deze locatie werd gesloten op 17 maart 2019.

In 2012 nam Shopko Pamida over, waarna deze verder werden geëxploiteerd onder de naam Shopko Hometown. De winkels van Shopko Hometown richtten zich op kleinere plaatsen met 3.000 tot 8.000 inwoners. Het assortiment bedroeg ongeveer 70% van dat in de grotere winkels van Shopko. De eerste twee winkels werden in 2010 geopend in Oconto (Wisconsin) en Kewaunee (Wisconsin), in omgebouwde Pamida-locaties. In 2015 werden twintig vestigingen van de failliete ALCO Stores-keten overgenomen en omgebouwd tot Shopko Hometown-winkels. 

### Payless ShoeSource
In 1999 tekende Shopko een contract met Payless ShoeSource, waarbij de winkelruimte in de Shopko-winkels werd verhuurd aan de schoenenketen, met opvallende reclame aan de voorkant. Het vorige contract met J. Baker, Inc. als retailer die verantwoordelijk was voor de afdeling discountschoenen, werd vervangen. De overgang was eind juni 2000 voltooid. Nadat Payless ShoeSource voor de tweede keer faillissement had aangevraagd, sloot het bedrijf  zijn winkels op hetzelfde moment dat Shopko failliet ging.

### Huismerken
Shopko verkocht een assortiment huismerkproducten, voornamelijk kleding en algemene handelswaar. Populaire merken waren onder andere Shopko, Willow Bay, Bailey's Point, NorthCrest, Energy Zone, Soft Sensations, Peanut & Ollie en Green Soda.

## Overnames
- Winkelko
  - Copps Department Store
  - Penn-Daniels/Jack's
  - Venture (de meeste locaties; uiteindelijk was alleen de voormalige vestiging in Dubuque, Iowa, nog actief toen Shopko sloot.)
  - Parade Stores
  - PayLess Discount Stores
  - De voormalige Kmart-winkel in Wenatchee, Washington .
- Shopko Hometown
  - Pamida
  - ALCO
  - PM Place/Place's

## Distributie
De distributie en het transport werden beheerd door Spectrum America Supply Chain Solutions, een dochteronderneming van de Metro Supply Chain Group, opgericht in 2016. De distributiecentra van Shopko waren gevestigd in De Pere, Wisconsin; Omaha, Nebraska; Quincy, Illinois en Boise, Idaho.